# Cerezo Osaka
Cerezo Osaka (セレッソ大阪 Seresso Ōsaka) er en japansk fodboldklub, ejet af Yanmar.

## Historiske slutplaceringer
| Sæson | Niveau | Liga      | Placering | Kilde | Notering |
| ----- | ------ | --------- | --------- | ----- | -------- |
| 2019  | 1.     | J1 League | 5.        | [ 1 ] |          |
| 2020  | 1.     | J1 League | 4.        | [ 2 ] |          |
| 2021  | 1.     | J1 League | 12.       | [ 3 ] |          |
| 2022  | 1.     | J1 League | 5.        |       |          |
| 2023  | 1.     | J1 League | 9.        | [ 4 ] |          |

## Nuværende trup
Pr. 9. september 2019.